# Westmark (Schiff, 1883)
Die Westmark war ein 1883 erbauter Seitenraddampfer, der ab 1936 im Besitz der Reederei Gebrüder Luwen aus Duisburg-Ruhrort war.

## Geschichte

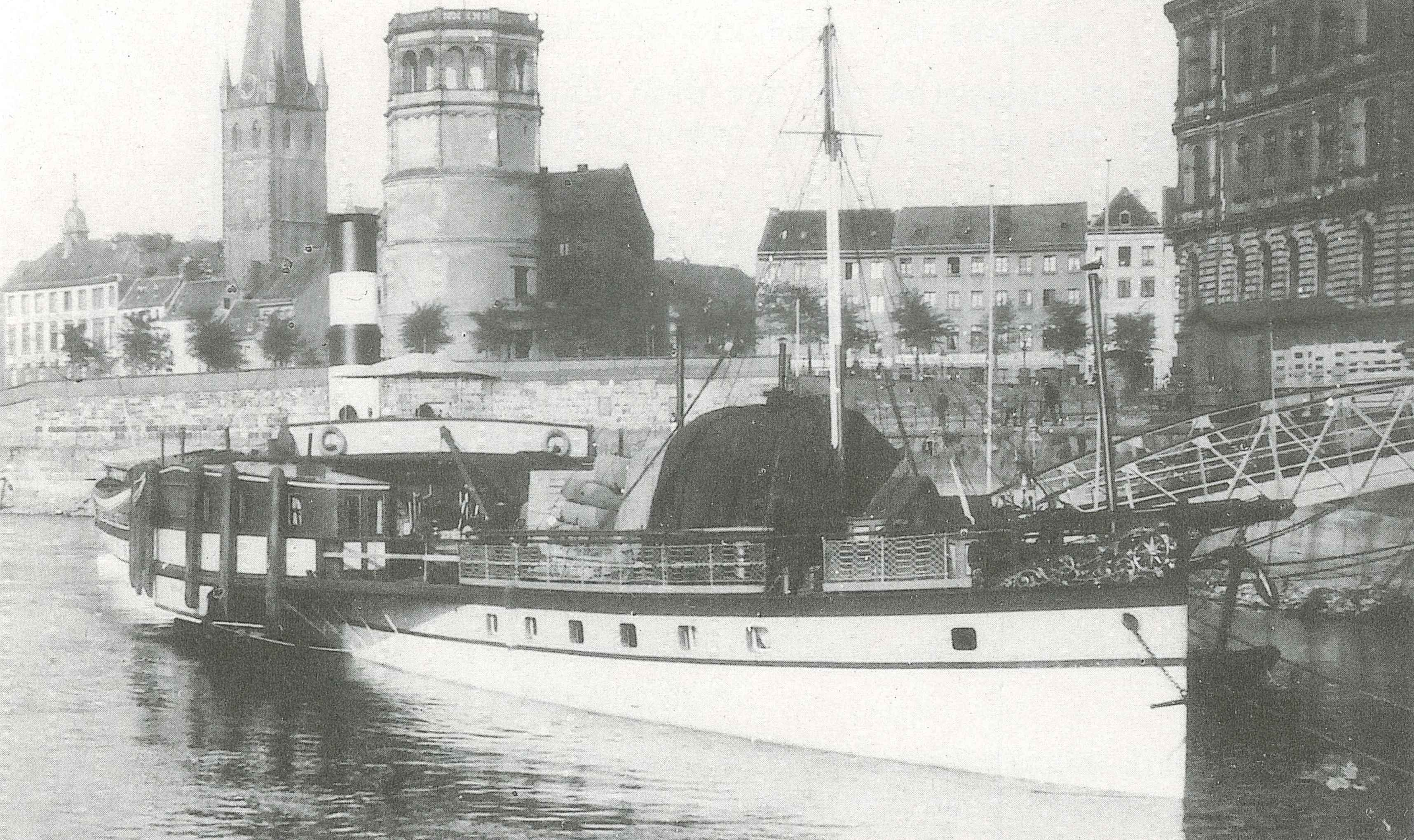
Die Bismarck 1897 am Anleger in Düsseldorf

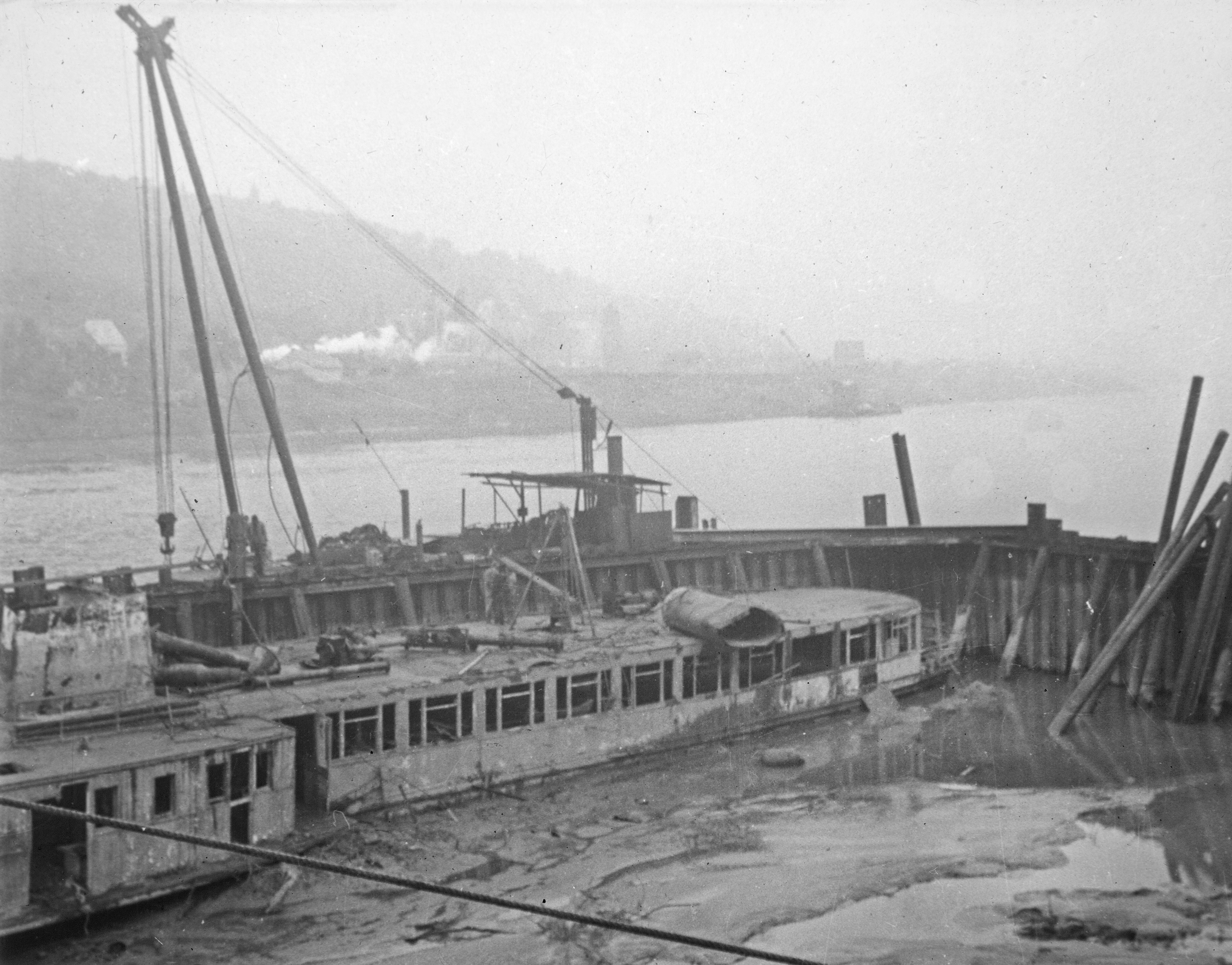
Bergung der Westmark 1949 im Hafen von Unkel

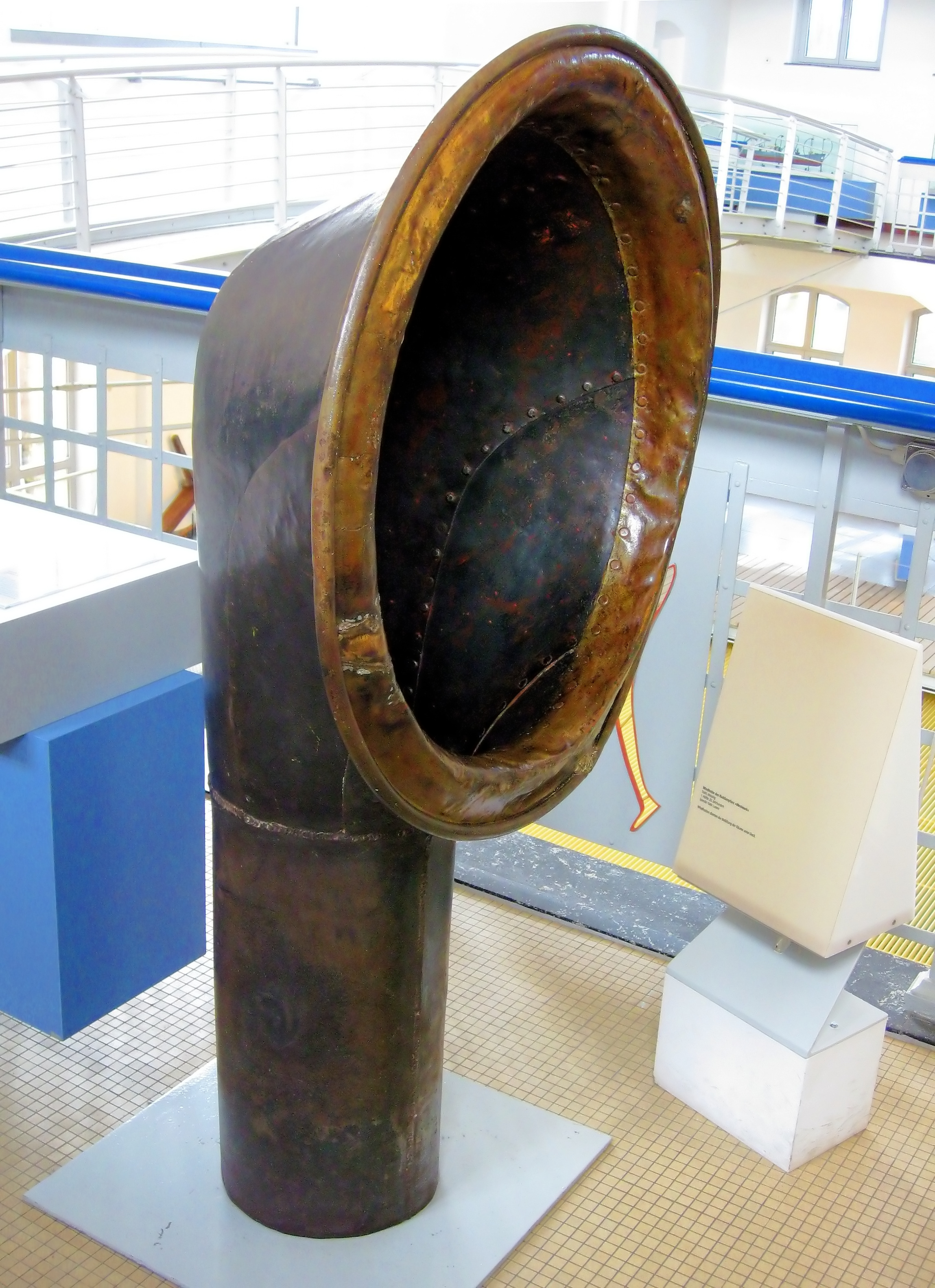
Windhutze der Westmark. Museum der Deutschen Binnenschifffahrt, Ruhrort

Der 1883 auf der Berninghaus-Werft für die Dampfschiffahrts-Gesellschaft für den Nieder- und Mittelrhein (DGNM), der späteren Köln-Düsseldorfer (KD), gebaute Glattdeck-Dampfer wurde zunächst unter dem Namen Bismarck unter der DGNM-Nummer 17 als Güter- und Personenschiff für die Rheinschifffahrt in Dienst gestellt. Die Bismarck war das 11. Dampfschiff der Düsseldorfer Reederei. Am 28. September 1883 nahm sie an der Einweihung des Niederwalddenkmals in Rüdesheim teil, bei der auch Kaiser Wilhelm I. anwesend war.
Als 1914 der neue Salon-Dampfer Bismarck in Betrieb genommen wurden, erfolgte die Umbenennung der alten Bismarck in Freiherr vom Stein. Im März 1926 wurde die Freiherr vom Stein für 32.000 RM an die Reederei Gustav Stahlberg aus Magdeburg verkauft und an die Elbe verlegt. Nach Entfernung der Wippkrähne und des Ladebaums sowie weiterer Umbauten wurde das Schiff nun ausschließlich für die Passagierschifffahrt genutzt.
Nach Übernahme der Reederei Stahlberg durch die Elbe-Saale Transport Kontor wurde der Dampfer am 6. November 1936 an die Firma Gebrüder Luwen Schiffahrt und Handelsgesellschaft mbH & Co aus Duisburg-Ruhrort verkauft und wieder an den Rhein verbracht. Bis 1937 erfolgte auf der Luwen-Werft der Umbau zum Doppeldeck-Salondampfer. Das Oberdeck wurde mit einem kleinen Sonnendeck sowie einer Cafeteria versehen, das Hauptdeck besaß zwei Speisesäle. Im Unterdeck gab es einen weiteren Speisesaal sowie eine Bierschenke. Über dem Oberdeck lag die Kommandobrücke. Unter dem neuen Namen Westmark konnte das Schiff nun 2150 Personen befördern. Die erste Fahrt bis Koblenz erfolgte am 13. Juni 1937. In den folgenden Jahren war die Westmark unter anderem als KdF-Schiff im Einsatz. Schließlich wurde sie 1945 zum Kriegsende hin als Fährschiff auf der Verbindung Unkel – Remagen eingesetzt.
Anfang März 1945 wurde die Westmark vor der Anlegebrücke im Hafen von Unkel entweder von vor den Alliierten flüchtenden SA-Mannschaften versenkt oder sank durch Beschuss bei Kampfhandlungen um die Brücke von Remagen.
Nachdem das Wrack 1949 wieder geborgen wurde, erfolgte 1949/50 der Wiederaufbau auf der Luwen-Werft. Ab Mai 1950 war die Westmark wieder als Passagierschiff hauptsächlich auf dem Niederrhein im Einsatz. An der Einweihung der Brücke Duisburg – Rheinhausen am 3. Juli 1950 nahm sie als Festschiff teil. Bei einem Brand in der Nacht vom 13. August 1951 wurde das Schiff an der Luwen-Anlegestelle an der Mühlenweide in Duisburg-Ruhrort total zerstört und anschließend auf der Luwen-Werft verschrottet.